# 戴国煇
戴 国煇（たい こくき、1931年4月15日 - 2001年1月9日）は、台湾の農学者、著作家。祖籍は広東省梅県。

## 経歴
出生から修学期
1931年、日本統治下の新竹州中壢郡平鎮庄（現在の桃園市平鎮区）で生まれた。祖父と父は日本語を敵視していたため、日本語の習得が遅く、新竹中学に入学した後も日本人教師らからいじめられた。1945年に日本が敗戦すると、国民政府の成立を歓迎した。しかし二二八事件が発生すると、建国中学に在学していた戴国煇もまた弾圧を受けた。
1955年、東京大学へ留学、農業経済学を学んだ。同大学大学院に進学し、「東京大学中国同学会」を設立。初代と第2代の書記長を務めた。博士課程在学中の1961年、同会の幹事として中国農村復興連合委員会農業経済部技術部長(農業経済組技正)であった李登輝を招聘して講演会を企画・実施。李登輝より「さらに良く考え、台湾経済史を研究するように」と激励された。1966年、学位論文『中国における甘蔗糖業の発展過程』を東京大学に提出して農学博士号を取得。
しかし在学中に東京大学中国同学会の設立や読書会を組織したことが在日本国中華民国大使館によって左傾化とみなされ、中華民国旅券を取り上げられ、台湾に帰国できなくなった(帰国がかなったのは13年後の1969年であった)。
経済学研究者として(日本居住時代)
1966年4月から1976年3月まで、アジア経済研究所研究員（主任調査研究員）として勤務。アジア経済研究所が刊行した雑誌『アジア経済』1969年刊行号において、「台湾研究をタブー視し、台湾について書く人間を台湾ロビースト扱いする特殊な日本的雰囲気の存在」が問題であると述べていた。
1976年4月、立教大学教授に就任。教壇に立つ傍ら、執筆活動にも精を出していた。1996年3月に立教大学を退任。
立教大学を退職し、台湾帰国後
1996年5月、李登輝政権下で中華民国の総統府国家安全会議諮詢委員の顧問に任命され、それに合わせて一家で台湾に帰国。しかし李登輝の二国家論と日米依存路線を疑問視し、同年12月に疑問を表明。1999年5月の任期終了後をもって再委嘱されなかった。その後は中国文化大学歴史系教授となり、国立政治大学でも非常勤講師として教えた。2001年1月、風邪をひいたことを元とする敗血症のため国立台湾大学医学部附属病院で死去。告別式には陳水扁などが参列した。

## エピソード
- 客家人意識が非常に強く初対面の小説家の司馬遼太郎に対し「司馬さん、僕客家」と紹介したエピソードがある。
- 2001年初頭、小林よしのりの台湾論を批判していた。
- 門下から、若林正丈、春山明哲らの台湾研究者がでた[6]。

## 著作
著書
- 『台灣史研究：回顧與探索』台北：遠流出版公司 1985
- 『台湾』岩波新書 1988
  - 中国語訳『台湾総体相』台北：遠流出版公司 1989
- 『台湾と台湾人：アイデンティティを求めて』研文出版 1979
- 『台湾往何処去』
- 『華僑：落地生根から落葉帰根への苦悶と矛盾』研文出版 1980
- 『台湾霧社蜂起事件』社会思想社 1981
- 『愛憎2・28：神話與史實、解開歷史之謎』台北 : 遠流出版公司 1992
- 『台灣結與中國結』台北：遠流出版公司 1994
- 『台湾という名のヤヌス』三省堂 1996
- 『台灣史探微：現實與史實的相互往還』台北：南天書局 1999[7]
- 『愛憎李登輝：戴國煇與王作榮的對話』台北：南天書局 2001[8]
  - 日本語版『』草風館

著作集
- 『戴國煇全集』(全27巻) 台湾：文訊雜誌社 2011

1. 『境界人的独白』
2. 『殖民地文學／台湾総体相：住民・歴史・心性』
3. 『台湾往何處去／愛憎二二八：神話與史実：解開歴史之謎』
4. 『台湾結與中國結：睪丸理論與自立・共生的構図』
5. 『台湾近百年史的曲折路：「寧静革命」的來龍去脈』
6. 『台湾史探微：現実與史実的相互往還／歴史研究法』
7. 『台湾農業與経済』
8. 『中国社会史論戦』
9. 『中日関係』
10. 『從台湾稲米的脱穀與調製看農業機械化／中国農村社会的「家」與「家族主義」／中國甘蔗糖業之発展』
11. 『華僑／從「落葉歸根」走向「落地生根」的苦悶與矛盾』
12. 『東南亜華僑研究』
13. 『日本人與亜洲／探索日本』
14. 『邁向国際化之路』
15. 『殖民地人物誌／我的人生導師：未結集』
16. 『四十年日本見聞録／中日文化之我見(未結集)』
17. 『書癡者言 ; 殖民地史料評析(未結集)』
18. 『探尋東亜安定化／憎李登輝 : 戴國煇與王作榮對話録』
19. 『台湾史対話録』
20. 『討論日本之中的亜洲』
21. 『談日本與亜洲』
22. 『談日本與亜洲』
23. 『談中日文化』
24. 『我們生涯之中的中國』
25. 『多元化的亜洲視野』
26. 『台日観察総論』
27. 『殖民地的孩子：歴史学家戴國煇』